# 日吉ルミコ
日吉 ルミコ（ひよし るみこ）は、日本のAV女優。

## 略歴
2006年にAVデビュー。

## 出演作品

### アダルトビデオ
2006年
- 幾つになっても赤子でいたい僕。　（6月2日、タカラ映像）
- 浮気録画 公開不倫ナマ旅行 日吉留美子（37）Mrs.Cherry blossom C.85　（6月5日、ドリームチケット）　※「日吉留美子」名義
- 続・母子崩壊 母の告白　（6月9日、グラブ）
- 官能熟女妄想　（6月20日、ネクストイレブン）
- 綺麗な掃除のおばさんの中出し近親相姦　（6月22日、センタービレッジ）
- 素人マダムズ [LEVEL A] 其の二十七　（7月14日、アリスJAPAN）…オムニバス作品　他出演:沢木あゆみ、千野麗香、水沢久美、今宮せつな
- 童貞狩り 熟女　（8月3日、センタービレッジ）
- 三十路主婦 生姦狂い　（8月7日、リッチジャパン）
- 夫と義理の息子を交換した私　（8月11日、東京音光）…共演:池田こずえ
- 背徳の母　（8月17日、センタービレッジ）
- ビルの谷間で電動マッサージ器攻撃　　（8月18日、タイガーマイスターズ）…オムニバス作品　他出演:陽多まり、林果、志津花
- スーパー野外露出！線路の橋の上でのイタズらが最高　（8月20日、ホットエンターテイメント）…オムニバス作品　他出演:志津花、陽多まり、林果
- 母親失格　（8月22日、センタービレッジ）
- 人妻恥悦旅行 44　（8月23日、グローリークエスト）
- 団地妻　（8月24日、グラフィティジャパン）…共演:松本亜璃沙、寺澤しのぶ
- 艶熟*女ざかり 3 熟れ時三十七才色香編　（8月30日、ゴリラプロジェクト）…オムニバス作品　他出演:翔田千里
- 喪服未亡人中出し　（9月1日、ドリームステージエンタテインメント）
- 人妻デリバリー 6　（9月9日、クリスタル映像）…オムニバス作品　他出演:大友園子、栗原さやか、つかもと友希、神崎美樹、雨宮友美
- 親友の母　（9月18日、グラフィティジャパン）…共演:翔田千里
- 近親相姦 母子崩壊 背徳淫絶　(10月15日、フォーエバー）
- Club Prince 私の王子様　（10月19日、グラフィティジャパン）…他出演:ミュウ、長谷川葵、寺澤しのぶ、岡部真理子
- 競泳水着 Vol.4 INJUKU×BODY　（11月10日、映天）
- 背徳マダムの串刺しオペラ 第二章　（12月10日、映天）…共演:白坂百合
- お掃除おばさん　（12月13日、溜池ゴロー）
- 母子相姦外伝 友達のお母さん　（12月16日、ルビー）

2007年
- 人妻の情事6 夫以外の男に中出しされた妻たち　（1月13日、隼エージェンシー）…オムニバス作品　他出演:加藤ツバキ、姫野りむ、葉山リカ、北沢亜美
- 中出し妻 夫の目の前で中出しされる人妻　（1月19日、ミスター・インパクト）
- オナニスト [第十六章]　（3月10日、隼エージェンシー）…オムニバス作品　他出演:椎名りく、山吹センリ、姫野りむ、岡田さな、加藤ツバキ、姫川りな、徳澤エリカ 他
- 義母の癒し　（5月25日、マドンナ）
- となりの奥さん　（6月25日、マドンナ）
- ディープスロート夫人　（7月4日、AVS）
- 人妻の履歴書 第2章 震えあがる10人の人妻たち　（7月13日、隼エージェンシー）…オムニバス作品　他出演:水咲葵、矢吹涼子、松本亜璃沙、さいとう真央、加藤ツバキ、遠野春希、岡田さな、唐沢美樹、姫野りむ
- 義母奴隷　（8月13日、溜池ゴロー）
- お母さんと僕の交姦日記　（9月5日、イエローダック）
- 淫熟 淫らなうつ伏せオナニー　（9月7日、ZONE）…オムニバス作品　他出演:白鳥美鈴、ささきふう香、倖田李梨、天海ゆり、愛川咲樹、上野ひとみ、秋川真里、島中なぎさ
- アナル奴隷夫人　（9月25日、マドンナ）
- 美熟女の素顔　（10月13日、溜池ゴロー）

2008年
- 月刊熟女秘宝館 春一番咲き淫れる濡れ桜　（4月15日、ネクストイレブン）…オムニバス作品　他出演:環あかり、高根綾、海老原しのぶ、赤坂ルナ 他

　他